# پائولو میناچونی
پائولو میناچونی (انگلیسی: Paola Minaccioni؛ زادهٔ ۲۵ سپتامبر ۱۹۷۱) یک هنرپیشه اهل ایتالیا است. 
از فیلم‌ها یا سریال‌های تلویزیونی که وی در آن نقش داشته است، می‌توان به یک کریسمس شگفت‌انگیز، واقعیت، ازدواج در پاریس، تابستانی کنار دریا، دلایل قلبی، عشق یک جادوگر، پاینده‌باد ایتالیا، تعطیلات در مریخ و زن‌ها دیوانه‌ام می‌کنند اشاره کرد. 
میناچونی در سال ۲۰۱۴ برنده جایزه انجمن ملی فیلم ایتالیا بهترین بازیگر نقش مکمل زن شده است.